# Minako Komukai
Minako Komukai (小向 美奈子, Komukai Minako) (née le 27 mai 1985) est une mannequin, actrice, stripteaseuse, et actrice pornographique japonaise.

## Biographie
Après avoir quitté l'école, Komukai commence à l'âge de 15 ans une carrière de mannequin en maillot de bain. En 2001, elle joue le rôle d'une écolière dans le téléfilm comique Danjiki: Les Secrets du clergé bouddhiste (歓迎！ダンジキ御一行様, Kangei! Danjiki Goikkosama) sur Nippon Television. Pour ses apparitions à la télévision et comme mannequin, elle est élue « Reine visuelle de Fuji Television » en 2001. L'année suivante, elle double le héros Sho Kazamatsuri dans l'anime Whistle! (ホイッスル！) de 2002 en 39 épisodes sur Animax,. En 2003, Komukai fait sa première apparition au cinéma dans le film d'horreur Chain (チェーン) d'Atsushi Shimizu sorti le 19 juillet 2003.
Komukai joue la princesse Freezia dans le film Bakuryū Sentai Abaranger Deluxe: Abare Summer Is Freezing Cold! d'août 2003 de la Toei, faisant partie de la longue série des Super sentai. Elle retourne à la télévision et joue l'écolière Rion Kano dans la série Vampire Host (ヴァンパイアホスト　～夜型愛人専門店～) sur TV Tokyo qui est diffusé d'avril à juin 2004. Elle joue aussi dans un rôle très différent en incarnant l'épéiste Sayuri dans le film Ranbu: Enbu kenshi (ＲＡＮＢＵ 艶舞剣士) sorti en novembre 2004.
En plus de sa carrière de mannequin et d'actrice, Komukai apparait également aux salons de jeux vidéo, faisant la connaissance de Hideo Kojima, le créateur de la série Metal Gear, apparaissant comme invitée dans son émission radio HIDECHAN! Radio en 2006.

### Problèmes de drogues
En septembre 2008, l'agent de Komukai, R.I.P. (株式会社リップ), annonce qu'il rompt son contrat avec l'actrice en raison de ses absences, de son instabilité mentale, et de ses problèmes de santé depuis plusieurs années. En novembre de la même année, Komukai fait scandale dans le monde du mannequinat en affirmant que l'industrie est plein de types louches qui tentent de prostituer les modèles, même si elle nie toute participation à des activités de prostitution elle-même. En janvier 2009, elle est arrêtée pour usage de drogues. Elle est jugée au tribunal du district de Tokyo en février 2009 et condamnée à 18 mois de prison avec sursis. Au procès, Komukai avoue consommer de la drogue depuis mi-2007 sous la contrainte de son conjoint de l'époque,. Elle publie son autobiographie en novembre 2009 intitulée Je suis vraiment désolée (いっぱい、ごめんネ。, Ippai, gomen ne) dans laquelle elle raconte son décrochage scolaire, ses premières relations sexuelles, et ses problèmes de drogues,.
Komukai joue dans le film Fleur secrète 3 (花と蛇３, Hana to hebi 3) de 2010 de Yusuke Narita, une suite de films sur le thème du sado-masochisme, qui sont eux-mêmes une reprise du film Fleur secrète de 1974. La critique cinéma du Japan Times se montre peu flatteuse pour son interprétation. En 2010, Komukai commence une carrière de stripteaseuse.
Quand la police de Tokyo démantèle un réseau de trafiquants de drogue nippo-iranien en octobre 2010, elle découvre le nom de Komukai sur la liste des clients et en février 2011, un mandat d'arrêt à son nom est édité. Komukai est alors à l'étranger et se trouve à Manille aux Philippines. Le 14 février, dans une entrevue à Manille, elle nie les accusations de drogues, disant qu'elle « n'a pas peur d'être arrêtée » et rentrera bientôt au Japon,. Komukai est arrêtée une seconde fois pour usage de drogues à l'aéroport international de Narita à Tokyo à son retour de Manille le 25 février 2011. En mars 2011, Komukai, qui nie être consommatrice du réseau de trafiquants, est libérée par manque de preuves.

### Débuts dans la pornographie
En octobre 2011, elle débute dans l'industrie de la vidéo pour adultes comme actrice exclusive de la compagnie Alice Japan avec la vidéo AV Actress Minako Komukai,. Il est rapporté qu'elle aurait été payée 100 millions de yen (près de 1 million $) pour un contrat de cinq films. Ses débuts sont un grand succès commercial, vendue à plus de 200 000 copies dans une industrie où 10 000 copies constituent déjà un succès. Début 2012, les ventes de DVD pornographiques déclinant en raison de la concurrence d'internet, d'autres studios pour adultes recherchent à signer des noms célèbres issus d'autres domaines de l'industrie du spectacle, créant un « effet Minako Komukai »,. Komukai commence à jouer pour un nouveau studio, Moodyz, en juillet 2014. Sa première vidéo pour Moodyz, intitulée Anal Bukkake Fuck Now!, gagne plusieurs prix au AV Open 2014,,.

### Nouveaux problèmes de drogues
En février 2015, Komukai est arrêtée pour possession de drogue pour la troisième fois. Il est retrouvé 0,1 gramme de méthamphétamine dans son appartement d'Ebisu. Des amis de Komukai ont affirmé qu'elle semblait distraite depuis l'AV Open de novembre 2014 et avait annulé des séances de travail et pris des congés,,.

## Filmographie

### Filmographie au cinéma
- Chain (チェーン?) (2003)
- Bakuryū Sentai Abaranger Deluxe: Abare Summer Is Freezing Cold! (2003)
- The Big Slaughter Club: Growing (集団殺人クラブ　GROWING, Shūdan Satsujin Kurabu: GROWING?) (2004)
- Ranbu: Enbu kenshi (ＲＡＮＢＵ 艶舞剣士?) (2004)
- Tenshi ga Orita Hi (天使が降りた日?) (2005)
- Flower and Snake 3 (花と蛇３, Hana to hebi 3?) (2010)

### Filmographie dans des téléfilms
- Danjiki: Buddhist Diet Secrets (歓迎！ダンジキ御一行様, Kangei! Danjiki Goikkosama?) (2001)
- Whistle! (ホイッスル！?) (2002)
- Vampire Host (2004)

### Filmographie dans la pornographie
| Sortie                                | Titre de la vidéo | Compagnie                                     | Réalisateur        | Notes                                                      |
| ------------------------------------- | --- | --------------------------------------------- | ------------------ | ---------------------------------------------------------- |
| 2010-01-07                            | Dangerous Stripper | SOD SDNI-001                                  |                    | Vidéo non-pornographique                                   |
| 2011-10-14 (DVD) 2011-11-11 (Blu-ray) | AV Actress Minako Komukai AV女優 小向美奈子 | Alice Japan DV-1313 (DVD) AJBD-0004 (Blu-ray) | Ryuichi Arisugawa  | AV Debut                                                   |
| 2011-12-09 (DVD) 2012-01-13 (Blu-ray) | Arousal Minako Komukai 挑発 小向美奈子 | Alice Japan DV-1336 (DVD) AJBD-0007 (Blu-ray) | Ryuichi Arisugawa  |                                                            |
| 2012-02-10 (DVD) 2012-03-09 (Blu-ray) | Infinity Minako Komukai ∞ 小向美奈子 | Alice Japan DV-1355 (DVD) AJBD-0008 (Blu-ray) | Ryuichi Arisugawa  |                                                            |
| 2012-06-22                            | Minako Komukai Complete 小向美奈子 コンプリート | Alice Japan DV-1405                           | Ryuichi Arisugawa  | Compilation de ses trois premières vidéos pour Alice Japan |
| 2013-02-22 (DVD) 2013-03-22 (Blu-ray) | Minako Komukai x Alice Japan - Special Featuring Comprehensive Footage From Popular Series 小向美奈子×アリスＪＡＰＡＮ 人気シリーズ完全網羅スペシャル 小向美奈子               | Alice Japan DV-1481 AJBD-0012 (Blu-ray)       | Ryuichi Arisugawa  |                                                            |
| 2013-12-13                            | Big Dynamite Minako Komukai 巨乳ダイナマイト 小向美奈子 | Alice Japan DV-1576                           | Tiger Kosakai      |                                                            |
| 2014-02-01                            | Beach Queen Minako Komukai BEACH QUEEN 小向美奈子 | Alice Japan DV-1596                           | Zack Arai          |                                                            |
| 2014-04-11                            | Rape Deviation Minako Komukai レイプ狂い 小向美奈子 | Alice Japan DV-1617                           | Zack Arai          |                                                            |
| 2014-07-01                            | Anal Bukkake Fuck Now! ぶっかけ中出しアナルFUCK | Moodyz AV Open AVOP-009                       | Katsuyuki Hasegawa | Grand prix au AV Open 2014                                 |
| 2014-09-01                            | Real Creampies At The Celebrity Soapland 芸能人真性中出しソープランド | Moodyz Gati MIGD-606                          | 天現寺駆           |                                                            |
| 2014-10-13                            | Orgasm Sex That Will Not Stop Despite 10 Ejaculations in 1 Day, Genuine Nakadashi Ver. 1日10回射精しても止まらないオーガズムSEX 真性中出しVer.                                 | Moodyz Gati MIGD-617                          | TAKE-D             |                                                            |
| 2014-12-01                            | Celebrity Mind Blowing Creampie Sex 理性の吹き飛んだ芸能人と中出し性交 | Moodyz Gati MIGD-622                          | cobo               |                                                            |
| 2015-02-13                            | Completely Supervised By Attackers, Violatedd Right in Front of the Husband - A Couple Weighed Down With Grief アタッカーズ完全監修 夫の目の前で犯されて― 哀しみを背負った夫婦 | Moodyz Gati MIGD-635                          |                    |                                                            |